# Montgomery Burns
Charles Montgomery Plantageneto Schicklgruber Burns, spesso chiamato Montgomery Burns, Monty Burns o Mr. Burns (signor Burns in italiano), è un personaggio immaginario della serie animata I Simpson.
È il dispotico capo del protagonista Homer Simpson. Il suo patrimonio è stimato intorno a 1 300 000 000 $ secondo Forbes. La rivista Wizard, nel 2010, lo ha posizionato al 45º posto tra i più grandi cattivi di tutti i tempi, mentre TV Guide, nel 2013, lo ha classificato al 2º posto.Nella versione originale è doppiato da Harry Shearer mentre in italiano da Sandro Iovino.

## Origine del cognome
Il cognome Burns è una versione del cognome irlandese Ó Broin, appartenente al clan di Bran (che in gallese significa corvo).

## Biografia
Figlio del colonnello Clifford Burns e di Daphne Charles, Burns è il multimilionario proprietario della centrale nucleare di Springfield, dove lavora Homer Simpson. Tuttavia, Burns non si ricorda mai di lui, nonostante interagisca con Homer diverse volte, anche in situazioni drammatiche. Dal canto suo, Homer svolge un ruolo completamente anonimo alla Centrale, nonostante sia l'ispettore alla sicurezza, passando le giornate lavorative a poltrire e probabilmente approfitta del fatto che Burns non si ricordi mai di lui per continuare a lavorare alla Centrale nonostante sia stato licenziato più di una volta. La villa dove Burns vive, Burns Manor, (nell'episodio Sangue galeotto, si legge l'indirizzo della villa, 1000 Mammon Lane, da una della lettera recapita a Homer spedita dallo stesso Burns) è una vera e propria reggia, ben protetta da un gran numero di feroci cani da guardia e, in alcuni episodi, anche da scimmie-pipistrello, frutto di esperimenti nucleari e parodia delle scimmie volanti de Il mago di Oz. Inoltre, nel suo parco vivono liberi pavoni e altri animali, come si nota in più occasioni.
Data la sua posizione di grande importanza all'interno di Springfield, Burns è un influente membro del Partito Repubblicano della città, insieme al Dottor Hibbert, a Rainer Wolfcastle, a Krusty il Clown, a Law, Bob Dole e, apparentemente, al conte Dracula.
Burns è anche il proprietario degli Isotopi di Springfield.
Montgomery Burns è l'uomo più vecchio della città, perlomeno a partire dall'episodio Il castello in aria di Homer (dove viene mostrato un uomo più vecchio di lui, che però muore d'infarto dopo aver ricevuto un bacio da Britney Spears). L'età di Burns è pari a 104 anni, da quanto affermato in vari episodi (tra cui Chi ha sparato al signor Burns?). Un'ulteriore conferma della sua età può arrivare in Simpson e Dalila, infatti egli stesso dice di averne 81 e in un altro episodio, Impero mediatico Burns, 89 anni, affermando di avere quell'età da molti anni. Nell'episodio Lunga sfiga alla regina Mr. Burns si trova davanti a uno sportello bancomat e, quando chiede Smithers quale sia il codice PIN da inserire, Smithers ricorda che il codice è uguale all'età del magnate; nonostante non venga mostrata, si evince che è composta da quattro numeri. Quest'ultimo indizio è riconfermato nell'episodio I robot, dove Homer chiede al suo capo la sua età e Burns risponde "è un numero a quattro cifre".
Nell'episodio L'infuriato Abe Simpson e suo nipote brontolone in "La maledizione del pescediavolo battagliero", Burns partecipa alla seconda guerra mondiale come soldato semplice (stando all'età "ufficiale", quindi, vi avrebbe partecipato intorno ai 55 anni). In un altro episodio (Il Film Festival di Springfield), invece, lo stesso Burns dice di aver venduto armi ai nazisti. Del resto, Abraham Simpson sostiene che in principio Burns era sergente ma fu degradato a soldato semplice per aver ostacolato un'indagine dell'FBI.
È affetto da malanni di ogni genere: una volta, durante una visita medica scopre di avere tutte le malattie esistenti – alcune, addirittura, scoperte solo nel suo corpo – che però non lo fanno morire perché queste, come più persone imbottigliate in una porta, non riescono a entrare: in altre parole, tutti i suoi malanni si controbilanciano in un precario, ma efficace equilibrio. Inoltre, nello stesso episodio si può vedere come una siringa gli trapassi il braccio, quasi mancassero le ossa al suo interno. In effetti al signor Burns manca perfino la forza fisica per sollevare una penna; una volta addirittura una banconota, trascinata dal vento contro il suo petto, vi lascia impresso un livido che ricalca minuziosamente la filigrana; in un altro episodio, durante una festa, un coriandolo gli si poggia sulla testa e lui cade a terra. Nella puntata Impero mediatico Burns, cercando di schiacciare una formica, Burns viene scaraventato a terra dall'insetto. Un'altra volta viene scaraventato per terra dal flash di una macchina fotografica. In un'altra puntata, in preda a un dilemma, si massaggia le tempie, ma queste gli si incassano, e per spingerle in fuori, deve tapparsi naso e bocca e soffiare. Comunque in altre puntate dimostra di non avere mancanze esagerate di forza.
Nell'episodio Come nascono i Burns e come nascono le api il signor Burns, durante una partita di basket da lui organizzata, si presenta al pubblico cantando l'inno nazionale; canta però l'inno nazionale dell'Impero austro-ungarico, facendo intuire quale sia probabilmente la sua terra d'origine. Resta poi esterrefatto quando il suo fedele assistente Waylon Smithers gli spiega che l'Impero austro-ungarico e Francesco Ferdinando non esistono più e che ora l'Austria è parte dell'Unione europea.
Ogni venerdì Burns deve sottoporsi a una serie di interventi (l'équipe di specialisti è diretta dal Dr. Nick Riviera) per allungare la sua vita di una settimana. Nell'episodio Springfield Files, questo fatto aveva causato molto trambusto: infatti, i trattamenti lasciano Burns ebete e intontito, simile come aspetto a un alieno (complice anche la sua fosforescenza naturale, dovuta alla prolungata esposizione alle radiazioni della centrale nucleare), così che gli abitanti di Springfield credettero di avere a che fare con un incontro ravvicinato del terzo tipo.
Montgomery Burns viene assistito fedelmente dal segretario Waylon Smithers, che ha una passione morbosa per lui. L'espressione più celebre del signor Burns è «Eccellente!», pronunciata quando i suoi piani hanno successo.
Nell'episodio American History X-cellent, quando Burns viene arrestato per aver rubato un quadro da un'ispezione risulta che abbia la tessera delle SS naziste.
In un'altra puntata si scopre che Burns ha una madre ancora vivente, di nome Daphne, la cui età è pari ad almeno 200 anni. Mr. Burns non la sopporta e non riesce a stare con lei al telefono, perché la madre lo prende in giro continuamente. Vive fuori città e le uniche cose che sa fare sono urlare e telefonare.
Nei vari episodi si scopre essere membro (apparentemente a uno dei livelli più bassi della gerarchia interna) anche del Sacro Ordine Mistico dei Tagliapietre (una parodia delle logge massoniche) e dei Skull and Bones, oltre che un membro del Partito Repubblicano.
In un episodio dei Simpson, viene rivelato che Burns è stato sul Titanic e che si è salvato costruendo una zattera di salvataggio utilizzando i vari naufraghi.
Nell'episodio 13 della serie 17 — La storia più o meno infinita — dichiara di essere nato a Tangeri.
Uno dei suoi fratelli è l'attore comico George Burns.
Riguardo la protezione ambientale Burns non prende nemmeno le minime misure di sicurezza, infatti le scorie prodotte dall'impianto nucleare vengono disseminate nei parchi e nei luoghi comuni come il lago di Springfield. In un episodio le scorie vengono nascoste sotto Legoland dove danno vita alle strutture in mattoncini. In un altro episodio Burns comincia a collaborare con Lisa per pulire l'ambiente, Burns tuttavia tradisce la fiducia della bambina costruendo un impianto che cattura e trita i pesci dell'oceano per poi rivenderne i prodotti.

## Nei vari episodi
Nonostante sia avido e malvagio, in alcune circostanze si comporta generosamente e una volta ha anche dimostrato sentimenti umani, per esempio nell'episodio "La storia più o meno infinita" si sacrifica facendosi colpire da un muflone per salvare la vita a Lisa, che pure è stata sua nemica in diverse circostanze. In certe occasioni addirittura si innamora, una volta di Marge Bouvier, e perfino della madre della stessa, Jacqueline Gurney, ma sempre senza successo. Burns ha anche avuto una relazione con una poliziotta di nome Gloria, che però lo lascia a fine episodio per tornare dal suo ex, il criminale Serpente.
In alcune puntate si nota che sua madre è viva, per quanto decrepita; tuttavia, nell'episodio Il castello in aria di Homer dell'undicesima stagione, mentre si reca da un medico (nella cui sala d'attesa si notano Fidel Castro e Giovanni Paolo II), compilando una scheda alla voce Causa morte genitori, scrive: «Mi stavano sulle scatole». È possibile che Burns si riferisse ai suoi nonni, che lo hanno praticamente cresciuto e a cui a volte si riferisce come genitori.
Burns ha anche scritto un libro intitolato Ci sarà mai un arcobaleno?, che narra la rocambolesca avventura della sua malattia (episodio Sangue galeotto)
Dopo la morte del suo dipendente nel tentativo di salvare Springfield da una esplosione nucleare, adotta Waylon Smithers dandogli tuttavia solamente il posto di domestico in casa propria. Pur avendo un figlio naturale, Larry (avuto da una brevissima relazione con una ragazza molto più giovane di lui), Burns continua a cercare un degno erede cui lasciare la sua immensa fortuna. In una puntata, tenta addirittura di adottare Bart Simpson, da lui ritenuto abbastanza cattivo per dirigere al meglio il suo vasto impero economico. In un'altra puntata, scopre di essere già nonno grazie al figlio Larry.
Nella puntata dove si ripercorre l'epopea del suo orsacchiotto Bobo, la vita di Burns viene mostrata fino dalla più tenera età, quando viveva insieme ai genitori (che lascerà per seguire un crudele e perverso miliardario) e al fratello George Burns, celebre (e realmente esistito) comico centenario statunitense. L'intero episodio è una parodia e un omaggio al film Quarto Potere di Orson Welles. Da piccolo Burns era tenero e affettuoso tanto che i suoi genitori lo chiamavano "Felice". La sua custodia passò poi a suo nonno, il colonnello Franklin Burns, ricchissimo proprietario di una primitiva centrale nucleare e di una piantagione dove tra l'altro lavorava uno schiavo nero da cui discende la stessa famiglia Simpson. Fu il colonnello Burns a fare di Montgomery un uomo meschino e senza cuore proprio come lui. Burns soffre nel profondo per la perduta gioventù e innocenza e tiene al suo orsacchiotto, simbolo di essa, più che a ogni altra cosa.
Il signor Burns è odiato e temuto da tutta la città: in un episodio, viene creduto morto, salvo poi tornare a casa e osservando al telegiornale la reazione dei concittadini scopre che a nessuno interessa minimamente di lui, Kent Brockman puntualizza invece che loro non avevano mai avuto il coraggio di fare quello che invece aveva fatto l'incidente.
Inoltre, Burns è stato protagonista di uno dei più famosi e apprezzati episodi della serie, Chi ha sparato al Signor Burns? (parodia del famoso Chi ha sparato a JR? del serial Dallas). In questo episodio, Burns ruba il giacimento di petrolio dalla scuola elementare di Springfield per mantenere il monopolio delle fonti energetiche della città, causando molteplici danni e facendo sì che la città intera lo detesti, compreso il fedele Smithers. Successivamente, per cercare di rendere sempre più alta la richiesta di energia della città oscura il sole con una sorta di gigantesco scudo che ricopre l'intera Springfield. Poco dopo viene trovato ferito da un colpo di pistola, accasciato su una meridiana, indicando con le braccia le lettere "WS" (ovvero "ovest" e "sud"). Dopo essere finito all'ospedale, dove viene dichiarato (erroneamente) morto, i sospetti ricadono all'inizio su Smithers, che confessa di avergli sparato; in realtà si scopre che, in stato di ubriachezza, in un momento d'ira Smithers aveva sparato alla gamba di legno di Jasper Beardley e non al suo ex-capo. Quando Burns si risveglia pronuncia il nome di Homer Simpson, a causa di un'aggressione subita dal dipendente che, furioso perché il suo capo non sappia ancora chi sia, corre all'ospedale e punta la pistola in testa a Burns. Questi però rinsavisce dallo stato confusionale e, in un finale a sorpresa, rivela che il colpo è stato sparato da Maggie Simpson (e le iniziali erano state lette al contrario, o meglio non dal suo punto di vista: non era "WS", ovvero Waylon Smithers, ma "SM" come Simpson Maggie). Peraltro l'ipotesi delle lettere sulla meridiana "col suo ultimo grammo di forza" per accusare il suo assalitore, viene scartata dallo stesso Burns, che dice:
Un'altra caratteristica di Burns è il suo ricorrente cascare dalle nuvole constatando che il mondo sia cambiato dal periodo a cavallo tra il tardo '800 e l'inizio del '900. Nella puntata Scene di lotta di classe a Springfield, arrivando a una stazione di servizio con un'automobile anteriore alla prima guerra mondiale, chiede un pieno di "petrolio raffinato" e una "rivulcanizzazione" degli pneumatici. Nella puntata Mamma Simpson cerca di spedire una lettera via autogiro al "consolato prussiano in Siam" (l'attuale Thailandia). Quando si reca a Cuba rimane stupito del fatto che Fulgencio Batista non governi più; inoltre, definisce il pop corn come "mais scoppiettato" (puntata Homer lo Smithers). Nello stesso episodio vengono mostrate le cucine della sua dimora, in cui si nota che non sono presenti elettrodomestici che risalgano a dopo il secondo dopoguerra. Nella puntata Homer alla battuta Burns vuole formare una squadra di baseball con giocatori deceduti da oltre centotrent'anni. Analogamente, in un'altra puntata fallisce economicamente per non essersi accorto degli effetti negativi sui suoi investimenti della Grande depressione; è così costretto a cedere la centrale alle banche sue creditrici, che nominano Lenny direttore al suo posto. Inoltre, Burns possiede ancora azioni della "holding confederata commercio schiavi". In Mamma Simpson cerca di convincere la polizia della pericolosità sociale di Mona Simpson, rea di aver contribuito a ritardare la ricerca nelle armi batteriologiche, facendo riferimento alla frenologia, nonostante Smithers gli ricordi che oggi è considerata ciarlataneria. In un altro episodio Burns, tentando di diventare popolare, organizza una partita di basket nel suo stadio (peraltro fatiscente) per eseguire numeri folli (come i giovani miliardari rampanti) ma al momento dell'inno nazionale, anziché di quello americano, intona quello dell'Impero austro-ungarico. In Impero mediatico Burns, propone di sterminare la popolazione con coperte infette di vaiolo ma subito Carl lo ammonisce "Siamo già immuni babbione!".
Inoltre, Burns non ha alcuna cura per l'ambiente (nella puntata Homer lo Smithers distrugge i rapporti sull'ambiente ancora prima di leggerli, in La bambina e la balena si dichiara fiero di avvelenare il pianeta). Nella puntata dove fallisce, per tornare a far soldi, costruisce un'immensa rete per catturare pesci e animali marini in enorme quantità, in un'altra si scopre che possiede pellicce di varie specie di animali. Tuttavia, i conflitti con Lisa (da sempre ambientalista) lo portano a cambiare idea. Ad esempio, nella suddetta puntata dove si vedono le pellicce non riesce ad ammazzare dei cani per lo stesso scopo e dichiara che non indosserà mai più pelli di animali che possano eseguire numeri divertenti.
Tra le varie proprietà di Burns, oltre alla centrale nucleare, vi sono la società idrica, un albergo, la locale squadra di Football, un gruppo di cani campioni di corsa (tutti figli del Piccolo aiutante di Babbo Natale, adottati dal signor Burns), e dalla puntata Impero mediatico Burns in poi, egli diviene proprietario di tutti i mezzi d'informazione della città (eccezion fatta per alcuni giornali prodotti autonomamente dai cittadini). Burns possiede anche una compagnia cinematografica, che fa da parodia alla Colombia Pictures: il logo vede il signor Burns affermare "sono più ricco di voi!".
Burns soffre a volte per mancanza d'amore, in una puntata cerca di farsi consigliare da Homer come divenire popolare, arrivando addirittura a catturare il mostro di Loch Ness, ma senza risultati. In La storia più o meno infinita, Burns perde una scommessa (e la centrale) con il ricco texano perché non riesce a farsi fotografare con un bambino sorridente, finché Lisa gli permette di avere quella foto con lei dopo che, in uno dei suoi rari atti di generosità, Burns l'aveva protetta da un animale infuriato.
Compare, inoltre, in due ipotetici futuri della serie:
- nel futuro de Il matrimonio di Lisa, Burns è stato pugnalato alla schiena 17 volte ma non è morto poiché Smithers lo ha ibernato nel ghiaccio nell'attesa che un'équipe di scienziati diretta dal professor Frink trovi la cura (l'équipe era arrivata solo a una cura contro 15 coltellate).
- nel futuro di Futuro-drama, Burns è ancora vivo e ha offerto come premio per un concorso liceale una borsa di studio per Yale. Il premio se l'era aggiudicato Lisa ma quando Bart salverà Burns da una rapina da parte del criminale Serpente (oggetto del furto era un diamante, che era destinato a essere riconvertito in carbone, che in tale futuro è la sostanza più preziosa della Terra) Burns gli offrirà la borsa di studio.

In uno degli episodi più recenti, mentre con Homer stanno per venire uccisi da un gruppo di robot, Homer gli chiede quanti anni abbia realmente e Burns afferma che è un numero di quattro cifre. La cosa viene confermata nel quarto episodio della quindicesima stagione (Lunga sfiga alla Regina) in cui Burns, dovendo prelevare 1000 dollari al bancomat, chiede a Smithers quale sia il suo PIN ed egli risponde "La sua età, signore". Burns digita quindi un numero di quattro cifre. In un episodio della ventunesima stagione, mentre scrive un testamento, afferma che fra i  suoi cognomi ci sono Plantageneto e Schickgruber,Il cognome del padre di Hitler prima che lo cambiasse. Questo lascia intendere una sua discendenza dal casato dei Plantageneto e una qualche parentela con Adolf Hitler.

## Doppiaggio
Nella versione originale viene doppiato da Christopher Collins  (negli episodi 1x01, 1x03, 1x08) e da Harry Shearer, mentre in italiano è doppiato da Sandro Iovino.